# Obwężyn
Obwężyn (Stenostola) – rodzaj chrząszczy z rodziny kózkowatych i podrodziny zgrzypikowych.

## Zasięg występowania
Przedstawiciele tego rodzaju występują w Europie, Azji Zachodniej oraz Azji Wschodniej.
W Polsce stwierdzono 2 gatunki

## Systematyka
Do rodzaju obwężyn należy 8 gatunków:
- Stenostola alboscutellata
- Stenostola atra
- Stenostola basisuturalis
- obwężyn południowy (Stenostola dubia)
- obwężyn lipowiec (Stenostola ferrea)
- Stenostola ivanovi
- Stenostola nigerrima
- Stenostola pallida